# Jonas Dahlberg

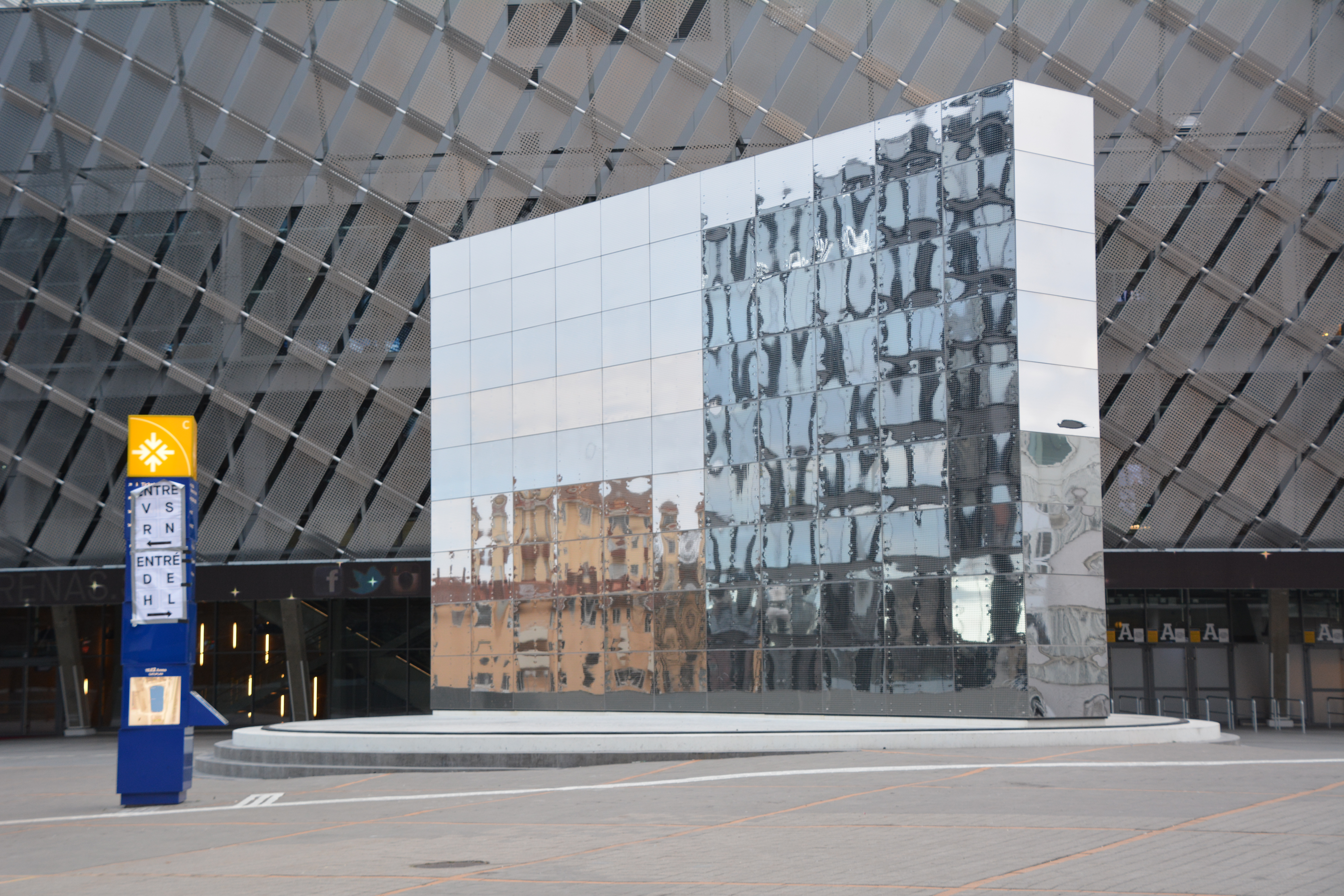
The Mirror, mellan Globen och Tele 2-arenan i Stockholm.

Jonas Fredrik Dahlberg, född 25 maj 1970 i Uddevalla,  är en svensk konstnär.
Jonas Dahlberg studerade vid Arkitektursektionen på Lunds tekniska högskola 1993–1995 och på Malmö konsthögskola 1995–2000. Han arbetar i gränslandet mellan konst, arkitektur, fotografi och videofilm. Han är mest känd för sina videoinstallationer och arbetar också med ljud, skulptur och fotografi. Han intresserar sig för hur våra sinnen upplever omvärlden och hur vår självbild förhandlas fram och förskjuts i relation till den.[källa behövs]
År 2005 visade Dahlberg videoverk på utställningen "Invisible Cities" på Moderna Museet i Stockholm. År 2012 visades soloutställningen "Invisible Cities" på Göteborgs konsthall. Under 2012 utförde han scenografin till Giuseppe Verdis opera Macbeth på Grand Théâtre de Genève. Han har deltagit i bland andra Manifesta 4 i Frankfurt 2002, den 50:e Venedigbiennalen 2003 och som representant för Sverige på den 26:e São Paulos internationella konstbiennal 2004.
Jonas Dahlberg vann 2014 en tävling om två nationella minnesmärken i Oslo och vid Utøya över offren för terrorattentaten i Norge 2011 med förslaget Memory Wound (Minnenas sår). Minnesmärket vid Utøya skulle utföras med en tre och en halv meter bred skåra i den mot Utøya vettande Sørbråtenudden, som markering av ett "symboliskt sår" i landskapet. Genomförandet har motarbetats av invånare i Hole kommun, som bland annat stämt den norska staten. Den norska regeringen beslöt mot bakgrund av detta i juni 2017 att beordra myndigheten Kunst i offentlige rom att bryta kontraktet med Jonas Dahlberg och i stället ge Statsbygg i uppgift att uppföra andra, mer lågmälda minnesmärken.
Dahlberg är representerad vid bland annat Göteborgs konstmuseum och Moderna museet.
År 2017 fick Jonas Dahlberg Dagens Nyheters kulturpris för Memory Wound.

## Offentliga verk i urval
- Memory Wound (Minnenas sår), ej genomfört vinnande tävlingsförslag 2014 till nationella minnesmärken över offren för terrorattentaten i Norge 2011, vid Utøya och vid Høyblokka i regeringskvarteret i Oslo[4]
- The Mirror, 2015, mellan Globen och Tele 2-arenan i Stockholm
- An imagined city, 2015, ljudkonstverk på Arkitekturskolan vid Kungliga Tekniska högskolan i Stockholm